# 齿叶白鹃梅
齿叶白鹃梅（学名：Exochorda serratifolia）为蔷薇科白鹃梅属下的一个种。

## 扩展阅读
- 維基物種上的相關：齿叶白鹃梅